# 吉田㥲
吉田 㥲（よしだ しん、1887年4月15日 - 1965年6月12日）は、日本陸軍の軍人。最終階級は陸軍中将。旧姓・渡辺。吉田悳とも表記されるが誤りである。

## 経歴
山形県出身。庄内藩士、陸軍少佐・渡辺述の二男として生れ、吉田家を継いだ。大阪陸軍地方幼年学校、中央幼年学校を経て、1908年（明治41年）5月、陸軍士官学校（20期）を卒業。同年12月、騎兵少尉に任官し近衛騎兵連隊付となった。1917年（大正6年）11月、陸軍大学校（29期）を卒業した。
1918年（大正7年）7月、参謀本部付勤務となり、参謀本部員（フランス班）、欧州出張（トルコ、パリ）、参謀本部員（戦史課）などを経て、1923年（大正12年）8月、騎兵少佐に昇進。1924年（大正13年）12月、陸軍省軍務局課員となり、陸大教官に転じ、1928年（昭和3年）3月、騎兵中佐に進級。翌年12月、皇族付武官兼参謀本部付となり、1931年（昭和6年）8月、騎兵大佐に昇進した。
1932年（昭和7年）2月、騎兵第16連隊長に就任し、軍務局馬政課長、農林省馬政局資源課長を歴任し、1936年（昭和11年）8月、陸軍少将に進級し陸軍騎兵学校幹事に着任した。1937年（昭和12年）7月、農林省馬政局次長に発令。この間、1936年10月から翌年8月にかけて二・二六事件の軍法会議で裁判長として西田税・北一輝を死刑に処しているが、吉田は死刑を求める軍上層部の意向に反発し、期日が大幅に遅れるなどした。当時の日記にも疑問や苦悩を書き綴っている。1939年（昭和14年）1月、駐蒙軍隷下の騎兵集団長に就任し、同年3月、陸軍中将に進んだ。同年10月、騎兵監となり、陸軍機甲本部長として太平洋戦争を迎えた。
1942年（昭和17年）6月、新設の機甲軍司令官に就任し満洲に駐屯。1943年（昭和18年）10月、参謀本部付となり、同年12月、関東防衛軍司令官に着任。1945年（昭和20年）3月、予備役に編入され同月、満洲電信電話株式会社総裁に就任した。
1947年（昭和22年）11月28日、公職追放仮指定を受けた。

## 『機甲斯くあるべし』
初代陸軍機甲本部長である吉田は、機甲兵の模範である、『機甲斯くあるべし』の文言を発案したとされている。
「一瞥克制機」（いちべつ　よく　きをせいし）
「万信必通達」（ばんしん　かならず　つうたつ）
「千車悉快走」（せんしゃ　ことごとく　かいそう）
「百発即百中」（ひゃっぱつ　すなわち　ひゃくちゅう）
「練武期必勝」（れんぶ　ひっしょうを　きし）
「陣頭誓報告(国)」（じんとう　ほうこくを　ちかう）
『機甲斯くあるべし』は戦中だけでなく、戦後の陸上自衛隊機甲科においても「模範」とされ、現代でも訓練の際の訓示などで用いられている。

## 栄典
位階
- 1909年（明治42年）3月1日 - 正八位[5]
- 1912年（明治45年）3月1日 - 従七位[6]
- 1917年（大正6年）3月20日 - 正七位[7]
- 1922年（大正11年）4月20日 - 従六位[8]
- 1927年（昭和2年）5月16日 - 正六位[9]
- 1931年（昭和6年）9月15日 - 従五位[10]
- 1936年（昭和11年）10月1日 - 正五位[11]

勲章等
- 1940年（昭和15年）8月15日 - 紀元二千六百年祝典記念章[12]

## 著書
- 『一軍人の随想録』自衛隊教養文庫・第14、学陽書房、1961年。